# S.U.N.
S.U.N. (Something Unto Nothing) ist der Name einer 2011 gegründeten vierköpfigen US-amerikanischen Hardrock-Band. 

## Hintergrund
Die Gruppe wurde von der kanadischen Sängerin Sass Jordan und Brian Tichy gegründet. Jordan hatte 1989 den Juno Award in der Kategorie „Most Promising Female Vocalist of the Year“ gewonnen und war danach insgesamt dreimal in der Kategorie „Female Vocalist of the Year“ für den Preis nominiert, konnte die Auszeichnung jedoch kein weiteres Mal gewinnen. Tichy kann auf eine erfolgreiche Karriere als Schlagzeuger (u. a. für Whitesnake, Ozzy Osbourne und Foreigner) zurückblicken und war außerdem als Songwriter, z. B. für Billy Idol, Derek Sherinian und verschiedene US-Fernsehserien (CSI, Law & Order) erfolgreich. Bei S.U.N. wirkt Tichy als Gitarrist.
Weitere Gründungsmitglieder der Gruppe waren der Bassist Michael Devin (Lynch Mob, Whitesnake) und der Schlagzeuger Tommy Stewart (Fuel, Everclear). Die Gruppe zog sich zum Songwriting für zwei Wochen in eine Hütte zurück. Ihr von Tichy und Jordan produziertes Debütalbum Something Unto Nothing veröffentlichte die Band am 20. November 2012. Im April 2014 erschien die EP Nomad, die außer dem Titellied zwei Coverversionen (Hey Hey My My von Neil Young und Maybe I'm Amazed von Paul McCartney) und einen neuen Titel (Going Going Gone) enthielt. Zum Zeitpunkt der Veröffentlichung arbeitete die Gruppe an Liedern für ihr zweites Studioalbum.

## Diskografie
- Something Unto Nothing (2012)
- Nomad (EP, 2014)